# مقوم الدقة
مقوم الدقة (بالإنجليزية: precision rectifier)‏ هو بنية أُنشِئَت باستخدام مضخم عملياتي لجعل الدائرة تتصرف مثل ثنائي مثالي ومقوم. هذا المقوم مفيد جدًا لمعالجة الإشارات عالية الدقة. بمساعدة مقوم الدقة، يمكن معالجة الإشارات عالية الدقة بسهولة بالغة.
لا ينبغي الخلط بين مقوم الدقة (المبني على المضخم العملياتي) وثنائي التقويم الفعال المثالي (المبني على الموسفت MOSFET).

## الدائرة الأساسية

دائرة مقوم دقة بسيط

تظهر الدائرة الأساسية التي تنفذ مثل هذه الميزة على اليمين، حيث {\displaystyle R_{\text{L}}} يمكن أن يكون أي حمول كهربائي. عندما يكون جهد الدخل سالبًا، يكون الجهد سلبيًا على الثنائيّ diode (الجهد معكوسًا على طرفيه)، لذا فهو يعمل مثل دائرة مفتوحة، ولا يتدفق تيار خلال الحمل، ويكون جهد الخرج صفرًا. عندما يكون الدخل موجبًا، يتضخم بواسطة المضخم العملياتيّ والذي يقوم بتشغيل الثنائيّ. يتدفق التيار خلال الحمل، وبسبب التغذية الراجعة، فإن جهد الخرج يساوي جهد الدخل.
قيمة البداية الفعلية actual threshold للثنائيّ الفائق قريبة جدًا من الصفر، ولكنها ليست صفرًا. تساوي البداية الفعلية للثنائيّ مقسومة على كسب المضخم العملياتيّ.
هناك مشكلة في هذا البنية الأساسية، لذا فلا يُستخدم بشكل شائع. عندما يصبح الدخل سلبيًا -سالبًا- (ولو قليلاً)، يعمل المضخم العملياتي في حلقة مفتوحة، حيث لا توجد إشارة تغذية راجعة من خلال الثنائي. بالنسبة لمضخم عملياتي نموذجي ذي كسب حلقة مفتوحة عالٍ، يتشبع الخرج. إذا أصبح الدخل إيجابيًا -موجبًا- مرة أخرى، فيجب أن يخرج المضخم op-amp من الحالة المشبعة -التشبع- قبل أن يحدث تضخيم إيجابي مرة أخرى. يولد هذا التغيير بعض الرنين ويستغرق بعض الوقت، مما يقلل بشكل كبير من استجابة التردد للدائرة (استجابة الدائرة الترددية).

## دائرة محسنة

دائرة مقوم دقة محسنة.

في الصورة شكل أو طراز بديل على اليمين. في هذه الحالة، عندما يكون الدخل أكبر من الصفر، يكون D1 متوقفًا، و D2 قيد التشغيل، وبالتالي يكون الناتج صفرًا لأن الطرف الآخر ل {\displaystyle R_{2}} متصل بالأرضي الافتراضي (طالع: التأريض) ولا يوجد تيار يمر خلال {\displaystyle R_{2}}. عندما يكون الدخل أقل من الصفر، يكون D1 قيد التشغيل و D2 مغلقًا، وبالتالي يكون الخرج مثل الدخل مع تضخيم (تكبير بمضاعفة = {\displaystyle -R_{2}/R_{1}}). العلاقة بين المدخلات والمخرجات هي كما يلي:
تتمتع هذه الدائرة بميزة أن المضخم لا يدخل أبدًا منطقة التشبع، ولكن يجب أن يتغير خرجه بمقدار جهدي ثنائي (حوالي 0.7v + 0.7 = 1.2V) في كل مرة تتجاوز فيها إشارة الدخل الصفر. ومن ثم، فإن المعدل الانتشار slew rate للمضخم واستجابته الترددية (gain–bandwidth product) سيحد من أداء التردد العالي، خاصةً بالنسبة لمستويات الإشارة المنخفضة، على الرغم من إمكانية وجود خطأ أقل من 1٪ عند 100كيلو هرتز.
يمكن استخدام دائرات مماثلة لإنشاء دائرة مقوم دقة للموجة الكاملة precision full-wave rectifier circuit.

## كاشف الذروة (القمم) Peak detector
مع القليل من التعديل modification، يمكن استخدام مقوم الدقة الأساسي للكشف عن قمم الإشارات signal level peaks. في الدائرة التالية، يحتفظ المكثف بمستوى ذروة الجهد للإشارة، ويستخدم مفتاح لإعادة ضبط المستوى المكتشف. عندما يتجاوز الدخل Vin الجهد عبر المكثف Vc، يكون الثنائي متحيزًا للأمام forward biased وتصبح الدائرة تابع الجهد أو مُتَّبِع الجهدvoltage follower. وبالتالي، فإن جهد الخرج Vo يتبع Vin طالما أن Vin يتجاوز Vc. عندما ينخفض Vin عن Vc، يصبح الثنائي متحيزًا عكسيًا reverse biased ويحتفظ المكثف بالشحنة حتى يصل جهد الدخل مرة أخرى إلى قيمة أكبر من Vc.

## روابط خارجية
بالإنجليزية
- Precision half-wave rectifier
- Precision full-wave rectifier
- Single op-amp full-wave rectifier circuits
- Rod Elliott's improved version
- Patent from 1982 (expired) detailing a simple very accurate design